# 원익큐브
원익큐브(舊후너스)는 각종 석유화학제품 및 건자재의 제조와 유통을 주 사업으로 영위하는 코스닥 상장 기업이다. 석유화학산업은 자동차, 전자, 건설, 화장품, 페인트, 단열재 등 산업전반의 경기에 큰 영향을 받는다.
매출구성은 화학제품 50%, 소재 22%, IT 12%, 건자재 11%, 화장품 5% 가량으로 구성된다.

## 사건・사고
원익큐브, 日바이오기업과 혈중부유암세포 한국독점 라이선스

## 매각
후너스는 2013년 2월, 반도체 중견기업인 원익그룹에 경영권이 매각되었다. 방식은 제3자배정 유상증자이다. 이로서 후너스는 회사가 재기할 수 있는 발판이 마련되었고, 사명은 원익큐브로 변경되었다. 2014년 현재 지분구조는 원익머트리얼즈 등 원익그룹이 27%로 최대주주가 되어 있다.

## 중국시장 진출
2014년 8~9월에는 원익큐브의 자회사 씨엠에스랩이 중국시장에 진출하여 화장품 사업을 벌인다는 소식에 주가가 한달 새 두배 가까이 급등하기도 했다.

## 같이 보기
- 원익홀딩스

## 참고 문헌
1. ↑  “원익큐브, 日바이오기업과 혈중부유암세포 한국독점 라이선스”. 《Daum 뉴스》. 2016년 7월 13일에 확인함.
2. ↑  후너스, 결국 원익그룹 품에… 매일경제 2013.02.18
3. ↑  원익큐브, 자회사 씨엠에스랩 다음달 중국 화장품 전문샵및 로드샵 진출, 마켓라인뉴스 2014.09.18